# 查干木伦河
查干木伦河，位于中华人民共和国内蒙古自治区东部的一条河流，是西拉木伦河左岸支流，河名在蒙古语中意为“白色的河流”。查干木伦河源流有二：灰通河（辉腾河、辉腾高勒）和阿尔尚河（阿尔山高勒、阿日山高勒），皆发源于巴林右旗索博日嘎镇东北端，大兴安岭山脉赛罕乌拉山东麓，两源于虎硕芒哈嘎查汇合后干流始称“查干木伦河”，蜿蜒向西南流经索博日嘎镇、林西县五十家子镇，在五十家子镇九连庄村（原兴隆庄乡）转南流，为巴林右旗与林西县的界河，经巴林右旗查干沐沦苏木、林西县官地镇，在林西县大井镇红星村平顶庙右纳嘎斯汰河后再次流入巴林右旗，转东南流，经巴林右旗政府驻地大板镇、德日苏宝冷水库，于查干诺尔镇楚图古楞汇入西拉木伦河。河流全长213.7千米，流域面积11450平方千米，河道平均比降2.55‰，年均径流量3.98亿立方米。查干木伦河上游两岸牧草丰美，是赤峰市主要牧业区。中游为农牧结合区，主要种植小麦。下游两岸多沙丘草甸。历史上查干木伦河是契丹族的故土和发祥地，流域内有多处辽金两代的历史遗址。